# Chrostus
Chrostus là một chi bọ cánh cứng trong họ 
Elateridae.
Chi này được miêu tả khoa học năm 1878 bởi Candèze.

## Các loài
Chi này có các loài:
- Chrostus quadrifoveolatus Candèze, 1878